# Lille Rammsjö
Lille Rammsjö är en sjö i Kungsbacka kommun i Halland och ingår i Viskan-Rolfsåns kustområde. Sjön är 3,5 meter djup, har en yta på 0,03 kvadratkilometer och är belägen 109 meter över havet.